# Deweese (Nebraska)
Deweese ist ein Dorf (Village) im Clay County im Süden von Nebraska, Vereinigte Staaten. Das U.S. Census Bureau hat bei der Volkszählung 2020 eine Einwohnerzahl von 42 ermittelt.

## Geschichte
Deweese wurde 1885 gegründet, als die Burlington and Missouri River Railroad ihr Streckennetz durch dieses Gebiet erweiterte. Benannt wurde das Dorf nach J. W. Deweese, einem Bahnbevollmächtigten. Der erste Güterzug erreichte den Ort am Thanksgiving Day 1886. 1887 eröffnet das erste Postamt und 1888 die erste Schule.

## Geografie
Das Dorf liegt ganz im Süden des Countys, an der Grenze zum Nuckolls County. Die nächstgelegene größere Stadt ist Hastings (45 km nordwestlich).

## Verkehr
Der Ort ist vom Norden über den Nebraska Highway 74, vom Osten über den Nebraska Highway 14 und vom Süden über den Nebraska Highway 4 zu erreichen, die in unmittelbarer Nähe vorbeiführen.
Der nächstgelegene Flugplatz ist der Hastings Municipal Airport.